# Île Richmond
L'île Richmond est une île de Colombie-Britannique sur le fleuve Fraser.

## Géographie
Prolongement de la Bentley street à Vancouver, parfois nommé Bentley Island, en face de l'aéroport international de Vancouver, elle se termine en cul-de-sac. La route, bien qu'aménagée d'éclairage électrique, très délabrée, n'est plus fréquentée et l'île est aujourd'hui un terrain vague. 